# 孫の手

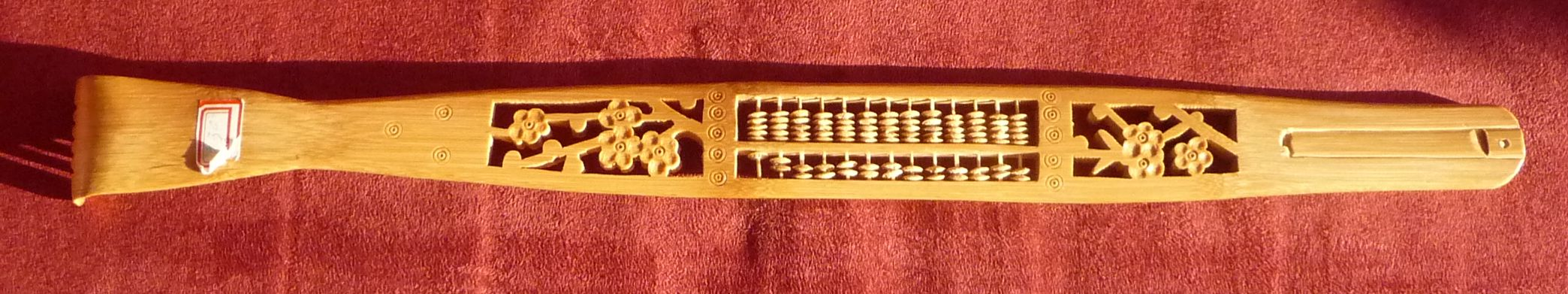
孫の手

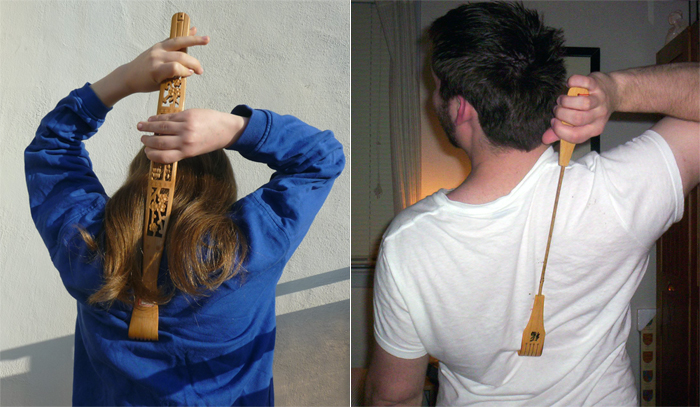
孫の手

孫の手（まごのて、中国語: 抓耙子/不求人/痒痒挠, ドイツ語: Rückenkratzer, 英語: Backscratcher）とは、背中などの自分の手が届かない部位を掻く際に使う長い棒状の器具である。英語ではBackscratcher, scratch-backとも呼ばれる。

## つくり
孫の手は通常長い棒状であるが、その使用時、すなわち背中と並行の位置にした場合、先端が背中の皮膚に概ね直角に接するように曲げられており、多くはその部分に切れ目が入っているため、指先を曲げた手のように見える（全体を見れば腕のようにも見える）。英語ではバックスクラッチャー（backscratcher）といい、自分の背中に手が届かないことは人類共通の悩みであったことなどもあって、世界各国で同様なものが用いられている（手の形を模しているのも概ね世界共通である）。近年はそうした海外のものが輸入販売されることも多くなってきている。
長さは30〜60センチと一定していないが、45センチ程度のものが多く見かけられる。日本のものの材質は木または竹を採用したものがほとんどで、幅は3センチ程度の板状のものが多い（丸棒状のものもある）。先端の手の部分は温熱処理による曲げ加工が施され、また皮膚に接触する部分は傷などを作らないように面取り加工がされている。ニスなどによる塗装がなされているものが多い。

## 歴史

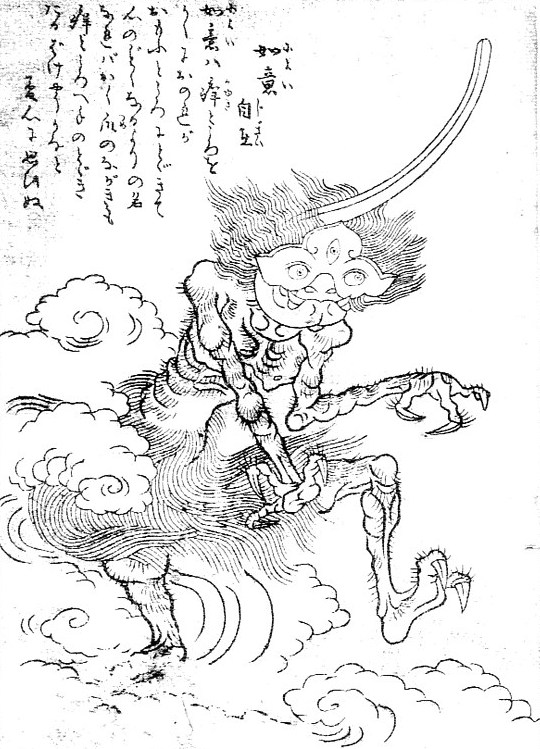
鳥山石燕『百器徒然袋』に収録された「如意自在」の画。「如意は痒きところをかくに…」と説明がある。

身近な日用品だけに、孫の手がいつから使われているのか、あるいは誰が発明したのかなどはわかっていない（有史以前から木の枝などを用いてヒトは背中を掻いていたと想像することに特段の無理はない）。
前述のように日本のものは木や竹製がほとんどだが、とくに17〜18世紀ヨーロッパの上流階級においては、象牙などによって作られたものや、銀などの貴金属による装飾がほどこされたものが使われたこともある。これは当時の貴婦人たちが用いるものであり、外出のときなどにもアクセサリー代わりにドレスの腰からぶら下げるなどして持ち歩くことがあった。
この理由は、当時の貴婦人たちの着衣にある。日本のように入浴を好む習慣もなく、さらには当時の下着類はそれぞれの人のサイズに合わせて作られたぴったりしたオーダーメイドであったこともあり、必ずしも毎日脱ぎ着することもなかった。それらにより、シラミなどがいて痒みを感じることが頻繁にあったからといわれる。
このように携帯する孫の手の中には、普段はただの直棒状であり、使用時に「手」部分を装着して用いるものがあった。また、その「手」は、鳥の足などを模したものが使われることがあった。
仏具の1種である「如意」は孫の手のような形状をしており、実際に痒いところを掻くためにも使われた。

## 語源
中国の西晋時代の書『神仙伝』に登場する仙女・麻姑（まこ）に由来する。麻姑は爪を長く伸ばしており、あるとき後漢の蔡経が、その長い爪で自分のかゆいところを掻いてもらうと気持ちがいいだろうと言い、叱責されたことに因む。のちに「麻姑の手」が訛って「孫の手」と言われるようになった。しかしながら、ただの音のなまりだけではなく、小さな子供の手を示す意味となったこと、さらにはそうした孫による祖父・祖母孝行をイメージさせつつ、その形状をも表す言葉となったことは注目に値する。また、一般的に人間は加齢とともに腕の可動域が狭くなる傾向にあり、自らの手で背中を掻くことが困難になってくる。そのため孫の手の使用者は比較的高齢者、つまり孫がいてもおかしくない年齢である場合が多く、使用実態をうまく表現した名称であるとも言える。
なお、このようにかゆいところが掻ける、すなわち物事がうまくいくことを「麻姑掻痒（まこそうよう）」という（対：隔靴掻痒）。日本でいう「痒いところに手が届く」と出自は似たようなものであるが、慣用句としての意味が異なる。

## 様々な孫の手
日本では木材の産地などにおいて当地の木を使った土産物（民芸品）として売られることも多いが、近年はバラエティショップ等にて中国製などが多く取り扱われている。皮膚を掻く部分とは反対の握り部分に、軟質の発泡ゴムなどでできたゴルフボール様の部品を取り付け、肩たたきと兼用になっているものもある。靴べら兼用になっているものなどもある。いずれも多くは数百円程度と安価である。近年では「実用的なバラエティグッズ」の意味も持つ孫の手も市場に存在する。同様のものは世界各国で見られ、下記はその一例である。
- 金属製で伸縮式のもの（伸縮式そのものは従来からの木・竹製のものにもある）。携帯用として使われることが多い。縮めたときはおおむね20センチ前後。17センチ程度のものもある。のばした際は、長いものは60センチほどになるものがある。
- プラスチック製で、本体部分を女性の体を模した形状にするなど、ややエロチシズムを感じさせるもの。こうした彫刻をほどこしたものは木製のもの（民芸品等）にもみられる。
- 実際の手の形を模した部品を用いたもの（これは古くからある）。全体的に動物を模したものなどもある。
- 有名なデザイナーがデザインしたもの（プラスチック製）。孫の手としては高価である。
- 手の部分に硬いブラシを植毛したもの（入浴時に用いるボディブラシとは異なる）。
- 折りたたみ式のもの。
- 皮革製のもの。

## その他の「孫の手」
細長いヘラ状の物ということで、マウンテンバイクの後輪用後付フェンダーにBackscratcherと呼ばれるものがある。